# Rammelsbach
Rammelsbach là một đô thị ở huyện Kusel, bang Rheinland-Pfalz, phía tây nước Đức. Đô thị Rammelsbach có diện tích 2,64 km².